# Дескальсо, Дениэл
Дэниел Уильям Дескальсо (англ. Daniel William Descalso; 19 октября 1986, Редвуд-Сити) — американский и итальянский бейсболист, инфилдер клуба Главной лиги бейсбола «Миннесота Твинс». Победитель Мировой серии 2011 года в составе «Сент-Луис Кардиналс». В 2017 году в составе сборной Италии принимал участие в матчах Мировой бейсбольной классики.

## Карьера
Был выбран в третьем раунде драфта 2007 года.
В 2008 году стал играть за «Палм Бич Кардиналс», команду ранга-А в системе «Кардиналов». Оттуда в августе 2008 года переведён в «Спрингфилд Кардиналс», команду ранга-АА, где за 9 игр имел показатель отбивания 0,351, играя на второй и третьей базах, а также на позиции шортстопа. Сезон 2009 года начал также в «Спрингфилде», где был выбран на Матч Всех Звёзд Техасской Лиги, но участие в ней не принял, поскольку был вызван в «Мемфис Редбёрдс». После сезона был назван игроком года в «Спрингфилде».
Провёл с «Кардиналами» весенний лагерь, где неплохо зарекомендовал себя. В МЛБ дебютировал 18 сентября 2010 года против «Падрес», выйдя пинч-хиттером, но так и не сыграв на бите, буду сменённым ещё одним пинч-хиттером. Реальный дебют состоялся 22 сентября, в поединке против «Пайрэтс», когда Дениэл сделал свой первый хит и набрал первый RBI.
В сезоне 2011 года играл на разных позициях в инфилде из-за конкуренции за место в основе между молодыми Дэйвидом Фризом, Мэттом Карпентером, Тайлером Грином, и перешедшими в команду Райаном Териотом и Ником Пунто. В итоге лишь Териот сыграл большую часть сезона, Фриз и Пунто играли на третьей и второй базах, но выбывали из-за травм, из-за чего их подменял Дескальсо, став универсальным игроком инфилда.
Первый хоум-ран Дениэл выбил 3 мая в поединке против «Марлинс» с подачи Клэя Хенсли.
Вместе с «Кардиналс» выиграл Мировую Серию 2011 года, выходя в основном пинч-раннером вместо Дэйвида Фриза.
В 2012 году так и не имел постоянного места в основе, теперь уже точно на второй базе, но имел небольшие преимущества перед Скипом Шумэйкером, конкурентом за место.
В постсезоне 2012 года стал твёрдым игроком стартовой линейки отбивающих. Стал героем пятого матча Серии Дивизионов Национальной Лиги против «Вашингтона», состоявшейся 12 октября 2012 года. По ходу матча «Кардиналы» проигрывали 0-6. В верху пятого иннинге он сделал дабл, затем перебрался на третью, откуда сделал кражу дома после вайлд-питч от Джио Гонсалеса. В верхушке восьмого иннинга сделал сольный хоум-ран. В верху девятого иннинга, при счёте 5-7 в пользу «Вашингтона», при двух аутах, он выбил сингл, который принёс два очка и сравнял счёт, а после сингла Пита Козмы он был одним из двух забежавших в дом и принёсших победу «Кардиналам» со счётом 9-7 и выход в следующий раунд.

## Семья
Родители Марилу и Джордж Дескальсо. Старший из шести братьев.